# Marcus Jensen
Marcus Christian Jensen, född den 14 december 1972 i Oakland i Kalifornien, är en amerikansk före detta professionell basebollspelare som tog guld för USA vid olympiska sommarspelen 2000 i Sydney.
Jensen, som var catcher, spelade sju säsonger i Major League Baseball (MLB) 1996–2002. Han spelade för San Francisco Giants (1996–1997), Detroit Tigers (1997), Milwaukee Brewers (1998), St. Louis Cardinals (1999), Minnesota Twins (2000), Boston Red Sox (2001), Texas Rangers (2001) och Brewers igen (2002). Totalt spelade han 145 matcher med ett slaggenomsnitt på 0,184, sex homeruns och 29 RBI:s (inslagna poäng). Han avslutade spelarkarriären med två säsonger i den av MLB oberoende proffsligan Golden Baseball League 2005–2006.
Jensen har efter spelarkarriären arbetat som tränare på den lägsta nivån (Rookie) i Minor League Baseball och även som assisterande tränare i Oakland Athletics.